# Pivovary Staropramen
Pivovary Staropramen, dříve Pražské pivovary, je česká akciová společnost zabývající se výrobou piva. Drží mimo jiné značku Staropramen a od roku 2012 ji vlastní severoamerická pivovarská skupina Molson Coors.

## Historie
V roce 1992 byla založena akciová společnost Pražské pivovary a.s., které patřil smíchovský pivovar Staropramen, branický pivovar Braník a první pražský měšťanský pivovar – holešovický pivovar Měšťan, který ukončil svou činnost v roce 1998. Akciová společnost v roce 2003 změnila svůj korporátní název na Pivovary Staropramen a.s.. V roce 2007 ukončil výrobu pivovar Braník.
Ještě v roce 2009 patřila společnost bruselské firmě Anheuser-Busch InBev, která ji v roce 2010 prodala investiční společnosti CVC Capital Partners; od ní pak celou pivovarskou skupinu StarBev v roce 2012 za 2,65 miliardy eur koupila severoamerická pivovarská skupina Molson Coors.

## Pivovary
Společnost provozuje následující pivovary:
- Smíchovský pivovar Staropramen
- Ostravský pivovar Ostravar
- Pardubický Pivovar Pernštejn - v prosinci 2022 přestal z rozhodnutí Staropramenu vařit pivo a jeho činnost bude ukončena. V roce 2023 se počítá s výrobou některých pardubických pivních značek v Ostravaru

## Značky
- Staropramen
- Braník
- Ostravar
- Pernštejn (v rámci něj značky Pernštejn, Taxis, Kovář a Porter a nealkoholické limonády pod značkou Limi)
- Velvet
- Stella Artois
- Hoegaarden
- Leffe
- Staropramen Cool Lemon alko i nealko verze
- Staropramen Cool Grep alko i nealko verze
- Staropramen Cool Bezinka nealko verze
- Staropramen Cool Okurka & Limetka nealko verze
- Staropramen Cool Jablko & Hruška nealko verze
- Staropramen Cool Malina & Borůvka nealko verze
- Staropramen Cool Višeň & Limetka alko
- Staropramen Cool Rybíz & Limetka nealko verze
- Carling Cider Cherry
- Carling Cider Apple
- Corona Extra
- Blue Moon
- Guinness
- Kilkenny

### Ukončené značky
Značky piv, jejichž výroba byla zastavena:
- Kelt stout [6]
- Vratislav
- Sládkova Limonáda
- Sládkův Měšťan